# Pčinja
 Ovo je glavno značenje pojma Pčinja. Za naselje u općini Kolašin, Crna Gora pogledajte Pčinja (Kolašin, Crna Gora).
Pčinja (makedonski: Пчиња), je 128 km duga rijeka koja izvire u Srbiji i kasnije prolazi kroz Makedoniju, i tu se kao lijevi pritok ulijeva u rijeku Vardar.

## Dio rijeke u Srbiji
Rijeka Pčinja nastaje od nekoliko potoka na zapadu planine Dukat, kod sela Radovnica, odatle dalje teče na zapad pod imenom Tripušnica (srpski: Трипушница). Dolina rijeke tvori mikroregiju s centrom u mjestu Trgovište, gdje se u Tripušnicu s juga uliva Lesnička reka (srpski: Лесничка река). Odatle dalje rijeka teče na zapad pod imenom  Pčinja. Kraj uz rijeku Pčinju je najsiromašniji dio Srbije, i regija s velikim odlivom stanovništva( po popisu iz 1971. g. bilo je 12 556 stanovnika, ili 34 na km², a  2002. g. svega 6 372 ili 17 stanovnika na km²; a to je smanjenje za 50%). Pčinja potom teče na zapad sjeverno od Široke planine. Kod sela Šajince prima desnu pritoku Korućicu( srpski: Корућица) i nastavlja svoj tok uskom dolinom između planina Rujen i Kozjak. U ovoj dolini nalazi se selo i manastir Prohor Pčinjski. Nedaleko od manastira, poslije 45 kilometara toka kroz Srbiju, rijeka ulazi u Makedoniju, kod sela Pelince(poznato makedonsko izletište i memorijalni centar Prvog zasjedanja ASNOM-a).

## Dio rijeke u Makedoniji
Sljedećih 83 kilometara, rijeka blago zavija na jugozapad. Protiče pored sela; Karlovce, Dragomance, Strnovac, Vojnik, Klečevce, Pčinja, Studena Bara, Gorno Konjare, Dolno Konjare i mali gradić Katlanovo, poznat po obližnjoj Katlanovskoj Banji, najpopularnijem termalnom kupalištu u Makedoniji. Iako se nalazi 25 kilometara od Skopja, Katlanovo povezano s ostalim naseljima na putu do Skopja; Jurumleri, Idrizovo, Petrovec, i tako postaje predgrađe Skopja, tako da će uskoro i grad Skopje izaći na obale rijeke Pčinje.
Tok rijeke dijeli se na dvije mikroregije; Sredorek i Kotorci, između kojih se nalazi Baderska klisura. U donjem toku rijeka Pčinja teče uz zapadnu stranu Gradištanske planine, i uliva se u Vardar na pola puta između Velesa i Skopja kod klisure Taor.

## Geografske karakteristike
Rijeka Pčinja, pripada Egejskom slivu. Njezin sliv ima ukupno 3 140 km², od toga je 1 247 km² u Srbiji i 1 893 km² u Republici Makedoniji.
Prosječni dotok vode rijeke Pčinje u Vardar je 14 m³/s, i rijeka nije plovna.
Glavne pritoke rijeke Pčinje nalaze se u Makedoniji, i one su; Bistrica, Petrošnica i Kriva reka s lijeve strane, te Kumanovska reka, s desne strane.